# RX Возничего
RX Возничего (лат. RX Aurigae), HD 31913 — одиночная переменная звезда в созвездии Возничего на расстоянии приблизительно 6007 световых лет (около 1842 парсеков) от Солнца. Видимая звёздная величина звезды — от +8,02m до +7,28m.

## Характеристики
RX Возничего — жёлтый гигант, пульсирующая переменная звезда, классическая цефеида (DCEP) спектрального класса F6-G2. Радиус — около 87,3 солнечных, светимость — около 3462,603 солнечных. Эффективная температура — около 4739 К.